# 梅爾諾湖和約

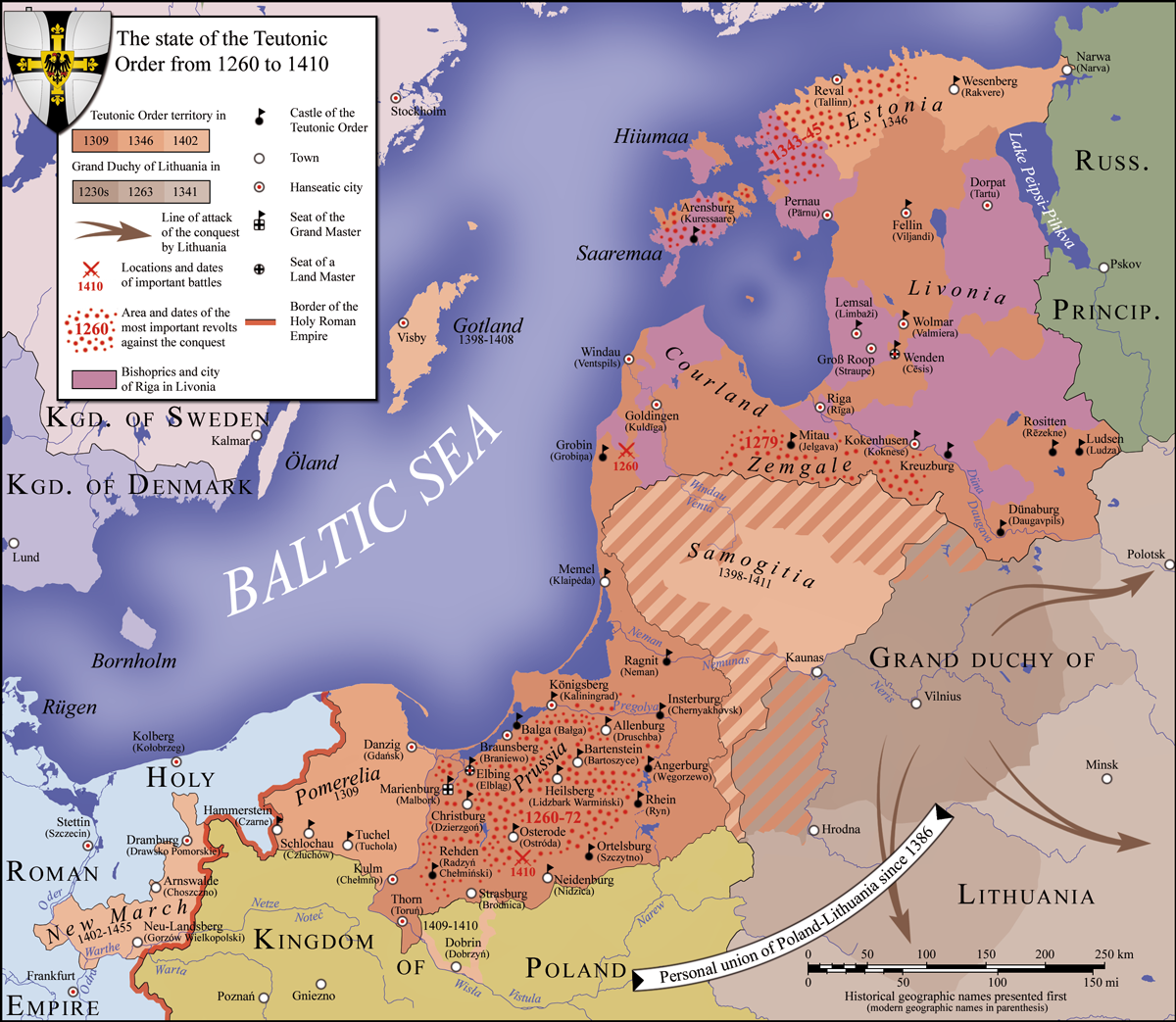
Map of the State of the Teutonic Order between 1260 and 1410

梅爾諾湖和約（德語：Friede vom Melnosee）於1422年九月27日簽訂，標誌著戈盧布戰爭的結束。和約解決了條頓騎士團和立陶宛大公國之間，自1382年來針對萨莫吉希亚地區的領土爭議。和約決定的立陶宛與普魯士邊界一直保持500年。一部分邊界持續保持至今成為立陶宛共和國與加里寧格勒地區邊界，是歐洲歷史上最穩固的國界線之一。